# Hondadelphys
Hondadelphys — вимерлий рід хижих спарассодонтів, відомий із середнього міоцену Колумбії. Типовий вид, H. fieldsi, був описаний у 1976 році з викопного місця Ла-Вента, де містяться скам'янілості з формації Villavieja. Hondadelphys спочатку інтерпретувався як належний до родини опосумів Didelphidae, але згодом був віднесений до власної родини Hondadelphidae та інтерпретований як базальний спарассодонт. Назва роду відноситься до групи Honda, стратиграфічної групи, в якій вперше були знайдені скам’янілості цієї тварини в поєднанні з delphys, загальний суфікс, що використовується для опосумоподібних метатерій.